# Once We Were Strangers
Pour plus de détails, voir Fiche technique et Distribution.
Once We Were Strangers est un film américano-italien réalisé par Emanuele Crialese, sorti en 1997.

## Synopsis
Antonio et Apu sont deux étrangers à New York. Le premier est italien, paie le loyer du grenier où il habite avec son salaire de cuistot. Le second est indien et vit de petits boulots dans le sous-sol d'une boutique. Quand Antonio tente de conquérir Ellen, une jeune interprète, tandis qu'Apu accueille dans sa cave sordide la femme que sa famille lui a choisi en Inde, leurs histoires d'amour disent le choc des cultures et les difficultés sociales. Mais la chronique de Crialese, égrenant les anecdotes extravagantes, légères, n'a jamais aucune gravité.

## Fiche technique
- Titre : Once We Were Strangers
- Réalisation : Emanuele Crialese
- Scénario : Emanuele Crialese, Ray Zorhead
- Photographie : Sam Selva
- Son : Theresa Radka
- Décor : Diego Modino
- Montage : Simona Paggi
- Production : Emanuele Crialese, John P. Scholz
- Société de production : Acquario Films (États-Unis) ; Backpain Productions (États-Unis) ; Videa S.p.a. (Italie)
- Pays d'origine :  États-Unis,  Italie
- Langue originale : Anglais
- Genre : Comédie dramatique, romance
- Durée : 89 minutes
- Date de sortie : 
  - France : 5 mai 1999

## Distribution
- Vincenzo Amato : Antonio
- Ajay Naidu : Apu
- Jessica Whitney Gould : Ellen
- Anjalee Deshpande : Devi
- Lynn Cohen : Natasha
- Lazaro Perez : Homeless Man
- Seamus McNally :  Creep Photographer
- Stephen Michaels : Doctor

## Analyse
Emanuele Crialese, cinéaste italien comme ses personnages exilé à New York, filme avec légèreté le rêve américain et son revers.

## Autour du film
La musique a une grande place dans le film et est pour beaucoup dans son rythme volatile, comme sautillant, entraînant. Plusieurs artistes italiens ont participé à cette bande originale.

## Réception critique
Si la critique reproche au film ses lieux communs exploités sans grande originalité de fond et son manque de structure due à l'alternance des points de vue, le film a cependant eu une relativement bonne presse : les critiques reconnaissent unanimement son charme et sont plutôt enthousiastes vis-à-vis du réalisateur Emanuele Crialese dont c'est le premier film.

## Récompenses et distinctions
- Grand prix du jury au festival de Valenciennes
- Sélection au Festival de Sundance (Grand prix)
- Sélection au Festival du film de Paris 1999 (Prix du jury)